# Spomenik žrtvam vseh vojn
Spomenik žrtvam vseh vojn (SVŽ) ali Spomenik vsem žrtvam vojn (in z vojnami povezanim žrtvam na območju Republike Slovenije) je spomenik, ki ga je 2013 v spomin na padle v vojnah 20. stoletja in vse, ki so bili zaradi njih kakorkoli prizadeti (žrtve I. svetovne vojne, borci za severno mejo, tigrovci, žrtve II. svetovne vojne, to so borci narodnoosvobodilnega boja, talci, umrli v taboriščih, žrtve protirevolucionarnega ali revolucionarnega nasilja, povojnih zunajsodnih pobojev in krivičnih obtožb ter žrtve osamosvojitvene vojne), naročilo Ministrstvo za delo, družino, socialne zadeve in enake možnosti Republike Slovenije na podlagi zakona iz 2009. Spomenik je uresničitev dolgoletnega prizadevanja za narodno spravo in odgovor pozivu Spomenke Hribar v Krivdi in grehu, naj se v Ljubljani postavi spomenik z napisom Umrli za domovino. Spomenik mnogim velja za ključni korak k dokončni spravi slovenskega naroda. Študije spomenika in izvedba so bile z nekaj javnimi predhodnimi pomisleki umeščene ob Šubičevo ulico v os Parka Zvezda, na t. i. Južni trg. Zamišljen pa je kot uvod v celostno ureditev povezave Kongresnega trga in Knafljevega prehoda. Slovesno odkritje s častno gardo je potekalo 13. julija 2017, slavnostni govornik je bil predsednik države Borut Pahor. Spomenik je stal 1,2 milijona evrov.

## Natečaj
Državni zbor Republike Slovenije je novelo zakona o postavitvi spomenika žrtvam vseh vojn v Ljubljani sprejel 2009. Za napis na spomeniku so določili Župančičev verz: "Domovina je ena, vsem dodeljena, in eno življenje in ena smrt!"  Pesnikovi sorodniki niso bili zadovoljni, ker so prevzeli del napisa z drugega spomenika. Komisija, katere predsednica je bila Spomenka Hribar, je odločila, da je za umestitev spomenika najprimernejši prostor na območju garaž pri Kazini, ker je v državni lasti, v mestnem središču in v območju za pešce. Ministrstvo za delo, družino, socialne zadeve in enake možnosti je v začetku leta 2013 razpisalo natečaj za nov javni spomenik, na katerega je prejelo 39 elaboratov. Ministrstvo je z Zbornico za arhitekturo in prostor Slovenije (ZAPS) med 25. oktobrom in 17. novembrom 2013 v Muzeju za oblikovanje in arhitekturo (MAO) priredilo razstavo natečajnih rešitev. Nagrado je prejelo 6 predlogov:
- 1. nagrada: Rok Žnidaršič, Mojca Gabrič, Samo Mlakar, Žiga Ravnikar, absolventa arhitekture Dino Mujić in Martin Kruh, statik Matjaž Habič in cenitelj naložbe Slavko Poderžaj
- 2. nagrada: Dalija Tanšek ter študenti arhitekture Mitja Usenik, Matej Tratnik in Boris Vranič
- 3. nagrada: Petja Zupančič, Darko Vasiljevič, Tanja Špan, Janez Vrhunc, Goran Djokič in kipar Tobias Putrih
- enakovredno priznanje: Marko Studen, Boris Matič, Jernej Šipoš, Paul Bourel, Jana Kraševec, Ivan Zuliani, svetovalec za krajinsko arhitekturo Mitja Škrjanec in cenitelj naložbe Miha Prašnikar
- enakovredno priznanje: Nina Komac Dečman, Barbara Pirih, svetovalec za statiko Andrej Blatnik in za osvetlitev Breda Božič
- znižano priznanje: Aljoša Dekleva, Tina Gregorič Dekleva, Matej Andraž Vogrinčič, Vid Zabel, sheme Naia Sinde, maketa Samo Kralj in Nuša Jurkovič, statik Gorazd Črnko in vizualizacija Matej Mejak

Med različnimi bolj ali manj posrečenimi predlogi je bila tudi ureditev Maje Farol, ki sicer ni bila nagrajena, a je prostor zelo očitno povezala z Jožetom Plečnikom, pobudnikom in snovateljem Južnega trga, in tako vnašala prikrito in raznoliko simboliko. Na vzhodni strani trga (črta osrednjega sprehajalnega prostora Parka Zvezda tako ne bi bila prekinjena) si je zamislila eklektičen spomenik v obliki pomanjšanega Plečnikovega parlamenta iz belega carrarskega marmorja v osi zahod-vzhod. Stožec naj bi se zaključeval na višini 14,8 metra. V prijavi na natečaj poudarja pomen tolosa ter neizvedenega, a zato za Slovence ponotranjenega Plečnikovega načrta. Podobno idejo ponavljanja oblike Plečnikove zamisli so si drugi zamislili v Tivoliju, na grajskem griču kot spomenik osamosvojitvi in drugje. Uporabili so jo celo za predstavitev na Beneškem bienalu. Posnemanje velikega arhitekta pa je slepa ulica.
Zbornica za arhitekturo in prostor Slovenije je prvo nagrado prisodila načrtu Roka Žnidaršiča, Mojce Gabrič, Sama Mlakarja in Žiga Ravnikarja, z utemeljitvijo: "Predlagana postavitev spomenika in njegova simbolna oblika sta izrazito nevtralni, brez nepotrebne patetike in v tem prostoru kot tudi času neprimerne monumentalnosti. Obe izhajata iz nastavkov kompozicije že izoblikovanega širšega prostora obeležja žrtvam vseh vojn kot tudi njegovega fizičnega izraza. Tudi sam spomenik je zasnovan tako, da svečani prostor sicer jasno obeleži, vendar ga ne pogojuje z nepredvidljivim preurejanjem Južnega trga v ozadju." (Na skicah je sicer ohranjen zid v ozadju, torej kaže trg na stopnji pred povezavo s Knafljevim prehodom.) Izvedba ni presegla dobronamernosti ideje. Zato politiki in drugi še naprej iščejo nove in nove priložnosti za dodatne spomenike v ožjem jedru Ljubljane, ki je prenatrpana z javnimi spomeniki vojnam, vojskovodjem, žrtvam. V predsedniški palači so bili bolj naklonjeni drugouvrščeni rešitvi Dalije Tanšek ter študentov arhitekture Mitja Usenika, Mateja Tratnika in Borisa Vraniča, saj naj bi njihovo sodobno stebrišče izhajalo iz izvirne Plečnikove ideje propilej.
Na srečanju štirih predsednikov v predsedniški palači 8. decembra 2014 so predsednik republike Borut Pahor, predsednik vlade Miro Cerar, predsednik državnega zbora Milan Brglez in predsednik državnega sveta Mitja Bervar podprli določila Zakona o vojnih grobiščih, torej potrdili postavitev spomenika.

## Odzivi prvonagrajencev
Ob razglasitvi prvonagrajencev je Rok Žnidaršič v imenu skupine poudaril vsebinsko razsežnost spomenika (npr. simbolni pomen peska in kamenja iz slovenskih rek, združenih v spomeniku) ter skromnost v izvedbi, s čimer naj ne bi presegli zadane cene 500.000 evrov. Glede primernosti prostorske umestitve je opozoril na zanemarjenost lokacije, ki da je takšna prav zaradi večnega čakanja na pravo vsebino. Hkrati je povzel nekaj bistvenih simbolnih premis spomenika, kakor so jih podali v obrazložitvi svoje idejne zasnove: "Zato je spomenik oblikovan kot dialog dveh različnih, vendar enakovrednih subjektov. Dva različna zidova sta enakovredna po višini in volumnu, torej masi in velikosti. Enotna sta v materialu in obdelavi, najtesneje pa sta povezana v temeljih, s skupno nosilno ploščo. Pa vendar ju v prostoru dojemamo popolnoma različna, vizualno vedno samostojna, neodvisna, v svojem bistvu pa sta zavezana sobivanju, strpnosti in sožitju. Oblikovanje spomenika smo razumeli tudi kot ureditev degradiranega prostora. Spomenik predstavlja protiutež klasicistični fasadi v na novo vzpostavljeni spomeniški ploščadi. Severno stranico ploščadi bi v drugi fazi definiral rob zelenega nasada platan. Južna stranica ostaja povsem odprta, definirana je zgolj s klinasto stopnjo v terenu, kamor je umeščen posvetilni napis. S tem se oblikuje podstavek spomeniški ploščadi, ki v pogledu z obstoječega parka deluje kot oder - posvečeni prostor sprave. Tlak celotnega območja je predviden v utrjeni peščeni površini. Na ta način se ustvari enotna površina, ki hkrati poudari oba monolita. Spomenik je zasnovan kot odprta prostorska kompozicija brez sprednje in zadnje strani. Celoto je mogoče dojeti šele s sprehodom skozi pietetni prostor. Zasnova je zavestno očiščena bogatega likovnega izraza, njena vrednost se izkazuje v simbolnem sporočilu. Naš namen je bil poiskati takšno pripoved in elemente za oblikovanje obeležja, s katerimi bi se lahko poistovetilo čim več državljanov in bi hkrati s svojo nevtralnostjo in simbolnim sporočilom presegel čas." Rok Žnidaršič je ob sprejemu pri predsedniku Borutu Pahorju aprila 2015 povedal, da spomenik v celoti razume kot posvečen prostor, njegova umestitev pa je simbolična že sama po sebi: lega v samem središču Ljubljane, a hkrati na novem javnem prostoru, ki označuje nov začetek.

## Razstave
Na razstavi Arhitektura inventura 2015 v preddverju Cankarjevega doma sta bili predstavljeni dve študiji.
- Nejc Černigoj in Andrej Černigoj sta si zamislila razmeroma zaprt prostor, ki ga proti Zvezdi omejuje 100 stebrov, proti Ljubljanici Zid sprave in za njim visoko drevje, na sever Zid spomina, na zahod pa se odpira v parkovno nasaditev listavcev do Kazine. Ureditev je močno simbolična: stebri brez strehe predstavljajo ruševine, ki jih ustvarja vojna, ter spominjajo na tempelj brez strehe kot prispodobo umanjkanja smisla in odsotnost svetega. Zidova sprave in spomina sta narejena iz zglajenega nerjavnega jekla in delujeta kot ogledalo, v katerem obiskovalec vidi svoj odsev, kar ga opominja na lacanovskega Drugega in nezanesljivost usode. Zid Spomina je v spodnjem delu naluknjan, s čimer se izrišejo obrisi množice - vojnih beguncev. V luknje je mogoče postaviti cvetje. Župančičev verz bi tekel prek zidu. Nasad listavcev na zahodu predstavlja vrt življenja in je pendant visokim klekom za zidom sprave v vrtu smrti, kar obiskovalca opominja na enakost po smrti in rek "O mrtvih vse dobro".
- Rok Žnidaršič, Mojca Gabrič, Samo Mlakar, Žiga Ravnikar ter absolventa arhitekture Dino Mujić in Martin Kruh so si zamislili minimalistično postavitev, katere središčna os je usmerjena v smeri Ljubljanice. Spomenik sestoji iz dveh monolitnih sten, ki predstavljata bratstvo, saj sta oba monolita sidrana v enotnih temeljih. V nasprotju s prejšnjo rešitvijo dopušča možnost širitve prostora proti Knafljevemu prehodu, kot si je zamislil že Plečnik. Ta ureditev ohranja stare kostanje ter namensko določa prostor za polaganja vencev pred osrednji monolit, na severu pa tri drogove za zastave ter prostor za orkester.

## Izvedba
Gradnja spomenika naj bi po prvotnih ocenah stala 943.620 evrov, za izvajalca del je bil na razpisu izbran Gorenje projekt. 10. junija 2015 so se začela pripravljalna dela za gradnjo: podrti so bili zid od Kazine do hiše Kongresni trg 3 in garaže. Postavitveni prostor so otvorili 23. junija 2015 z začasno maketo spomenika pod steklenim kvadrom. Pravi spomenik naj bi bil postavljen do 25. junija 2016, a so se gradbena dela začela šele oktobra 2016. Izvedba je ohranila stare kostanje, okolni zidovi so bili pobeljeni, ob njih pa so bile zasajene vzpenjalke, na čelo spomeniške ploščadi pri tleh so pritrdili Župančičev verz. Monolita ustvarjata dve območji, javni in bolj zasebni prostor. Stroški postavitve spomenika in ureditve neposredne okolice so bili 1,248.000 evrov.

## Kritike
Čeprav javnost postavitvi spomenika načeloma ni bila nenaklonjena, je konkretni predlog vzbudil različne, tudi precej burne odzive, hkrati pa so se vse bolj očitno začele kazati tudi nepresežene napetosti med nazorskimi nasprotniki. Mnogi so vladi očitali, da s postavitvijo ob 70. obletnici konca II. svetovne vojne po nepotrebnem hiti; spomenik naj bi bil zato prisiljen in vsebinsko prazen, saj ne odraža resničnega stanja v narodu, ki da še ni pripravljen na ta korak. Opozorili so, da bi bilo primerneje najprej dostojno pokopati vse žrtve, odprtje spomenika pa prihraniti za sklepno dejanje sprave. Tudi zgodovinar Mitja Ferenc je izrazil bojazen, da želi spomenik samovoljno zaključiti razpravo in prizadevanja za dostojen pokop. Predsednik Borut Pahor je ob postavitvi praizvedbe zato dejal: »Niti za trenutek nismo pomislili, da postavitev takega spomenika zaključuje stremljenje k narodni pomiritvi in spravi, pač pa prav obratno, da jo želi spodbuditi in ohranjati.«
Pri arhitektih je spomenik vzbujal pomisleke, ker naj bi bil postavljen pred ureditvijo Južnega trga in ne narobe; opozorili so, da utegne spomenik zaradi nedokončane okolice postati do nadaljnjega neuporaben za potrebe protokola, ter naglasili na mogočo neusklajenost spomenika z okolico. Težave so se potrdile, ko MOL ni hotela potrditi izvedbe izvirnega načrta zaradi poseganja v gabarite in neizdelanega občinskega podrobnega prostorskega načrta. Druge skrbi predvsem skladnost z okolico ter odstopanje od izvirne Plečnikove zamisli Južnega trga.      
Gojko Zupan je izpostavil, da načrtovani spomenik ni edini v Ljubljani, ki je posvečen žrtvam vojn in spravi (prim. Lipa sprave na Žalah), zato odločitev za gradnjo v prestolnici poudarja razliko med središčem in obrobjem.
Franc Jurša je dejal, da spomenik ni potreben, saj spravo potrebuje predvsem politika, ne pa ljudje, ker ti niso sprti.
Zelo kritičen do spomenika je bil župnik Janez Turinek, še bolj ženska združenja SDS. 

## Odkritje
Spomenik so slovesno odkrili 13. julija 2017. Ob začetku je predsednik države Borut Pahor s predsednikom državnega zbora Milanom Brglezom, premierjem Mirom Cerarjem in predsednikom državnega sveta Mitjo Bervarja v prisotnosti častne garde, načelnika generalštaba Slovenske vojske Andreja Ostermana in namestnice generalnega direktorja policije Tatjane Bobnar položil venec. Govornik Borut Pahor je dejal, da je s spomenikom Slovenija dobila kraj skupnega spomina na žrtve. Pri tem je poudaril pomen skupnih narodnih spominov, ne glede na njihovo morda nasprotujoče si vrednotenje med prebivalstvom, ter jih povezal z željo po osamosvojitvi in trajnem miru. Z dejanjem samim naj bi Slovenci postali zrel narod, ob čemer je dejal: »Čeprav bo ta osrednji državni spomenik najprej spominjal na vse žrtve in mrtve, bo v metaforičnem smislu pravzaprav nagovarjal vse žive, ki bomo postali pred njim. Nagovarjal nas bo k sožitju, razumevanju, odpuščanju, sodelovanju, miru in spravi. Znotraj našega naroda in z drugimi [...] Strašno sem ponosen, da sem Slovenec. Ne zato, ker bi čutil večvrednost v primerjavi z drugimi narodi. Marveč zato, ker ne čutim absolutno nikakršne manjvrednosti. Brez strahu zdaj moj narod, nacija, ki ji pripadam, na ramenih preteklosti svobodno in zavzeto gleda izzive prihodnosti. Obstali bomo, ker se kljub vsemu prerekanju ne sovražimo. Našim otrokom bo to strašno čustvo prihranjeno. Vzgajani bodo za sožitje, spoštovanje in sodelovanje.«  Kratkemu kulturnemu programu (himno sta izvedla Policijski orkester in Orkester Slovenske vojske, Slovenski oktet je zapel Ko mene več ne bo in Slovenec sem) je sledila molitev za žrtve, ki jo je vodil ljubljanski nadškof in metropolit Stanislav Zore. Prireditve se je udeležilo nekaj sto ljudi, med njimi poslanci, ministri, predstavniki pravosodja in zamejskih Slovencev ter nekateri člani diplomatskega zbora, predstavniki verskih skupnosti, ne pa tudi predstavniki Zveze združenj borcev za vrednote NOB, Spomenka Hribar in Janeza Janše.

## Odzivi po odkritju
Zveza združenj borcev za vrednote NOB je slovesno odkritje razglasila za kršitev slovenske ustave, saj da ni bila upoštevano načelo sekularne države, ob tem pa poudarili, da spomenik s svojo zasnovo bolj kaže na razklanost kot enotnost naroda ter da pravo bistvo spomenika ni želja po spravi, ampak po novi volilni zmagi. Na to stališče je del javnosti opomnil že ob samem vabilu na prireditev, ker naj državna institucija ne bi navajala oz. na program uvrstila dejanj verske skupnosti; vlada se je nespretno branila, da molitev ni bila del uradnega programa, kar je zaznamoval odhod častne straže (kritikom se je to zdelo premalo opazna ločnica), ter da je bila navedba v vabilu zgolj obvestilne narave. Levica je na svojem Facebooku opozorila, da je bil 13. julija 1920 požgan Narodni dom v Trstu, zato spravna slovesnost z izbranim datumom simbolno zmanjšuje obsodbo fašizma v času vzpona politične desnice v Evropi. O občutju izigranosti dela prebivalstva so govorili transparenti z rdečo zvezdo med obiskovalci na samem odkritju, »Veš, poet, svoj dolg?«, »Sprava izdajstvo razglaša za čast domovini«. SDS pa je na svoji spletni strani objavil: »Dokler bodo po Sloveniji stali spomeniki, ki poveličujejo komunistično revolucijo, je nesmiselno z dragimi spomeniki ustvarjati iluzijo sprave, ki je še vedno ni.«
Širša javnost se je zgražala nad ceno spomenika in nad njegovo arhitekturno, češ da je Ljubljana dobila najlepšo steno za grafitiranje.
Da bi s poglobljenim uvidom v ozadje odločanje komisije za spomenik pomiril javnost, je arhitekt Aleksander S. Ostan, predsednik ocenjevalne komisije za spomenik žrtvam vseh vojn, objavil prispevek v Sobotni prilogi Dela. Odzivi v rubriki Pisma bralcev v Sobotni prilogi 22. julija 2017 so bili še vedno kritični (npr. S. V.: »gre samo za devastacijo urbanega in estetskega ravnovesja«, za razdvajajoči element, objasnitvi manjka zavedanje obeh strani, da se spravljata zaradi nasilja, ki sta ga prizadela druga drugi; F. K. je opozoril na neprimernost kratice SVŽ, ki spominja na AFŽ, ter umeščenosti v prostor, saj ne zagotavlja ureditve Južnega trga, je pretesen in deluje kot kulisa za stranska fasado; obžaluje, da ga niso postavili na Trgu republike ali bliže Cankarjevemu domu, kakor jih je predvidel že Edvard Ravnikar, saj naj v izteku osi Parka Zvezda urbanistično ne bi bil skladen z Napoleonovim spomenikom na Trgu revolucije; kot slab in »pritlehen« je označil tudi izbrani Župančičev verz; D. P. st. je opomnil na pomen obrambne vojne ter pristransko obravnavo padlih). Arhitekt Marko Apih pa je opomnil, da bi lahko spomenik dejansko pokazal skupne temelje, torej povezovalni element, in v gradivo vključil tudi prvine, povezane z morjem, npr. školjko, s čimer bi še jasneje poudarili enovitost Slovenije. Postavitev monolitov se mu zdi preveč mimobežna, in površina pregladka in pergola, da bi v njem vzbujala občutek dialoga in simbolov, ki naj bi jih spomenik izražal, hkrati pa opozarja, da se spomenik oblikovno in simbolno osredotoča predvsem na II. svetovno vojno, čeprav je nominalno posvečen več žrtvam vseh vojn (tu primerja s spomenikom padlim partizanom Bogdana Bogdanovića v Mostarju, ki da učinkuje mnogo močneje). Vsebinsko prepričljiv pa se mu zdi izbrani Župančičev verz, ki edini jasneje osvetli sporočilnost spomenika, a naj bi bil sedaj izpisan parolarsko, boljši naj bi bil način izpisa, kot ga je 10. junija predlagala Spomenka Hribar. Pozitivno je spomenik označil T. Š.; poudaril je raznoliko interpretacijo arhitekture, bistveno pa je sporočilo, »da razdvojenost ni prava pot«. Kritični arhitekt Janez Suhadolc bi betonskim stenam dodal kiparske okrase. Novinarji pa radi citirajo kritiko britanskega zgodovinarja Keitha Lowea, ki je v svoji knjigi ljubljanski spomenik površno razvrstil v skupino "Pošasti" pod vtisom obiska v Hudi jami pri Laškem.

## Vandalizem
V noči s 17. na 18. julija 2015 je bila začasna predizvedba spomenika oskrunjena z dvema grafitoma s fašistično vsebino. Nasprotno je bila predizvedba 27. julija 2015 popisana s komunističnimi slogani in polepljena z rdečima zvezdama. Podobno se je ponovilo 26. septembra 2015, ko pa so bili na tla ob steklenem kvadru položeni kosi zaklanega prašiča. Po dogodkih so oblasti območje začasno zagradile.